# 室蘭郡
- 令制国一覧 > 北海道 (令制) > 胆振国 > 室蘭郡
- 日本 > 北海道 > 室蘭支庁 > 室蘭郡

北海道室蘭郡の位置（濃桃：明治期）

室蘭郡（むろらんぐん）は、北海道（胆振国）室蘭支庁にあった郡。

## 郡域
1879年（明治12年）に行政区画として発足した当時の郡域は、現在の室蘭市にあたる。

## 歴史

### 郡発足までの沿革
元は「もろらん」と読んだ。江戸時代の室蘭郡域は東蝦夷地に属し、松前藩によってエトモ場所とモロラン場所が開かれ北前船も寄航していた。また、陸上交通については、それまで室蘭から舟で室蘭湾を横切って絵鞆（えとも）に渡り幌別まで陸路であったが、寛政年間ころ新たに室蘭 - 幌別間の道が開削され、渡島国の箱館から道東や千島国方面に至る陸路（室蘭以西は国道37号、室蘭以東は札幌本道や国道36号の前身）が繋がっている。
江戸時代後期、国防のため寛政11年室蘭郡域は天領とされたが、文政4年には一旦松前藩領に復した。弘化元年エトモ岬に絵鞆神社の前身の稲荷大神を奉斎、この時室蘭港口の2小島にも後に絵鞆神社に合祀された大黒・恵比須を祀った。またこのころ崎守神社も創立されている。
安政2年室蘭郡域は再び天領となり南部藩が室蘭に陣屋（元陣）を築き警固をおこなった。安政6年の6藩分領以降、モロランは引き続き箱館奉行「御預所」（南部藩警固地）であったが、絵鞆（エトモ）は南部藩領となっていた。文久2年常照山満冏寺（まんけいじ）が創立される。戊辰戦争のころ、蝦夷共和国に開拓奉行（室蘭奉行）が設けられ、室蘭に250名が移住し箱館戦争終結まで開拓と守備を行った。戊辰戦争（箱館戦争）終結直後の1869年、大宝律令の国郡里制を踏襲して室蘭郡が置かれた。
室蘭郡は仙台藩士に分領され、伊達藤五郎邦成（支配開始･明治3年5月27日）、石川源太邦光（支配開始･明治2年9月12日）、片倉小十郎邦憲（支配開始・明治3年5月27日）らの領地として明治4年8月の廃藩置県まで治められた。

### 郡発足以降の沿革
- 明治2年

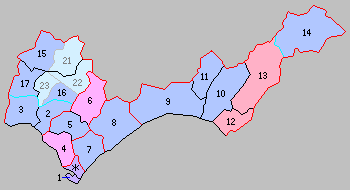
北海道一・二級町村制施行時の室蘭郡の町村（1.室蘭町 ＊：北海道一・二級町村制未実施区域 紫：室蘭市）

  - 8月15日（1869年9月20日） - 北海道で国郡里制が施行され、胆振国および室蘭郡が設置される。開拓使が管轄。
  - 9月12日（1869年10月16日） - 石川邦光の領地となる（北海道の分領支配）。
- 明治3年5月27日（1870年6月25日） - 石川邦光に代わって伊達邦成、片倉邦憲の領地となる（同上）。
- 明治4年8月20日（1871年10月4日） - 廃藩置県により再び全域が開拓使の管轄となる。
- 明治5年
  - 4月9日（1872年5月15日） - 全国一律に戸長・副戸長を設置（大区小区制）。
  - 10月10日（1872年11月10日） - 4月に設置された区を大区と改称し、その下に旧来の町村をいくつかまとめて小区を設置（大区小区制）。
- 明治8年（1875年）- 本内村が輪西村に合併。
- 明治9年（1876年）9月 - 従来開拓使において随意定めた大小区画を廃し、新たに全道を30の大区に分ち、大区の下に166の小区を設けた。

- 第20大区
  - 5小区 ： 千舞鼈村、室蘭村、鼈龍田村、幌萌村、輪西村、塵別村
  - 6小区 ： 絵鞆村、札幌通、西小路町、沢町、幕西町、東小路町、常盤町、新堀町、仲町、浜町、本町

- 明治12年（1879年）7月23日 - 郡区町村編制法の北海道での施行により、行政区画としての室蘭郡が発足。
- 明治13年（1880年）3月 - 室蘭郡外三郡役所（室蘭虻田有珠幌別郡役所）の管轄となる。
- 明治15年（1882年）2月8日 - 廃使置県により札幌県の管轄となる。同年鼈龍田（べきりゅうだ）村が室蘭村、塵別村が輪西村、東小路町が札幌通、新堀町（しんぼりちょう）と仲町（なかちょう）が浜町にそれぞれ併合。また幌萌村が室蘭村と輪西村の各一部となる。
- 明治19年（1886年）1月26日 - 廃県置庁により北海道庁札幌本庁の管轄となる。
- 明治22年（1888年）1月 - 室蘭郡外五郡役所（室蘭虻田有珠幌別勇払白老郡役所）の管轄となる。
- 明治23年（1889年） - 室蘭村が元室蘭村に改称。
- 明治26年（1893年） - 千歳町、海岸町が札幌本道の崖下海岸の埋め立てによって起立。
- 明治30年（1897年）11月5日 - 郡役所が廃止され、室蘭支庁の管轄となる。
- 明治33年（1900年）7月1日 - 北海道一級町村制の施行により、札幌通、西小路町、沢町、幕西町、常盤町、浜町、本町、絵鞆村、千歳町、海岸町の区域をもって室蘭町（一級町）が発足。
- 大正7年（1918年）2月1日 - 北海道区制の施行により、室蘭町および北海道一・二級町村制未施行の輪西村・千舞鼈村・元室蘭村の区域をもって室蘭区（現・室蘭市）が発足。同日室蘭郡消滅。1886年の北海道庁発足以来、初の郡消滅となった。